# ناحیه اکلس، شهرستان بلترامی، مینه سوتا
ناحیه اکلس (به انگلیسی: Eckles Township) یک منطقهٔ مسکونی در ایالات متحده آمریکا است که در شهرستان بلترامی، مینه‌سوتا واقع شده است. ناحیه اکلس ۸۳٫۲ کیلومتر مربع مساحت و ۱٬۵۱۶ نفر جمعیت دارد و ۴۲۷ متر بالاتر از سطح دریا واقع شده است.